# L'Agent Boucle et Gloria
L'Agent Boucle et Gloria (titre original : Officer Buckle and Gloria) est un livre pour enfant, publié en 1995 et lauréat de la médaille Caldecott de 1996, écrit et illustré par l'écrivaine américaine Peggy Rathmann. Il est traduit en français par Agnès Desarthe. Il raconte l'histoire d'un officier de police, l'agent Boucle, qui fait l'acquisition d'une chienne nommé Gloria. Alors que, en tant qu'expert en sécurité donnant des conseils aux enfants, personne ne l'écoutait, il fait alors un tabac auprès des enfants en compagnie de son nouvel animal.